# Bush (Präsidentenfamilie)
Bush ist der Familienname einer US-amerikanischen Präsidentenfamilie. Zu der Familie gehören:

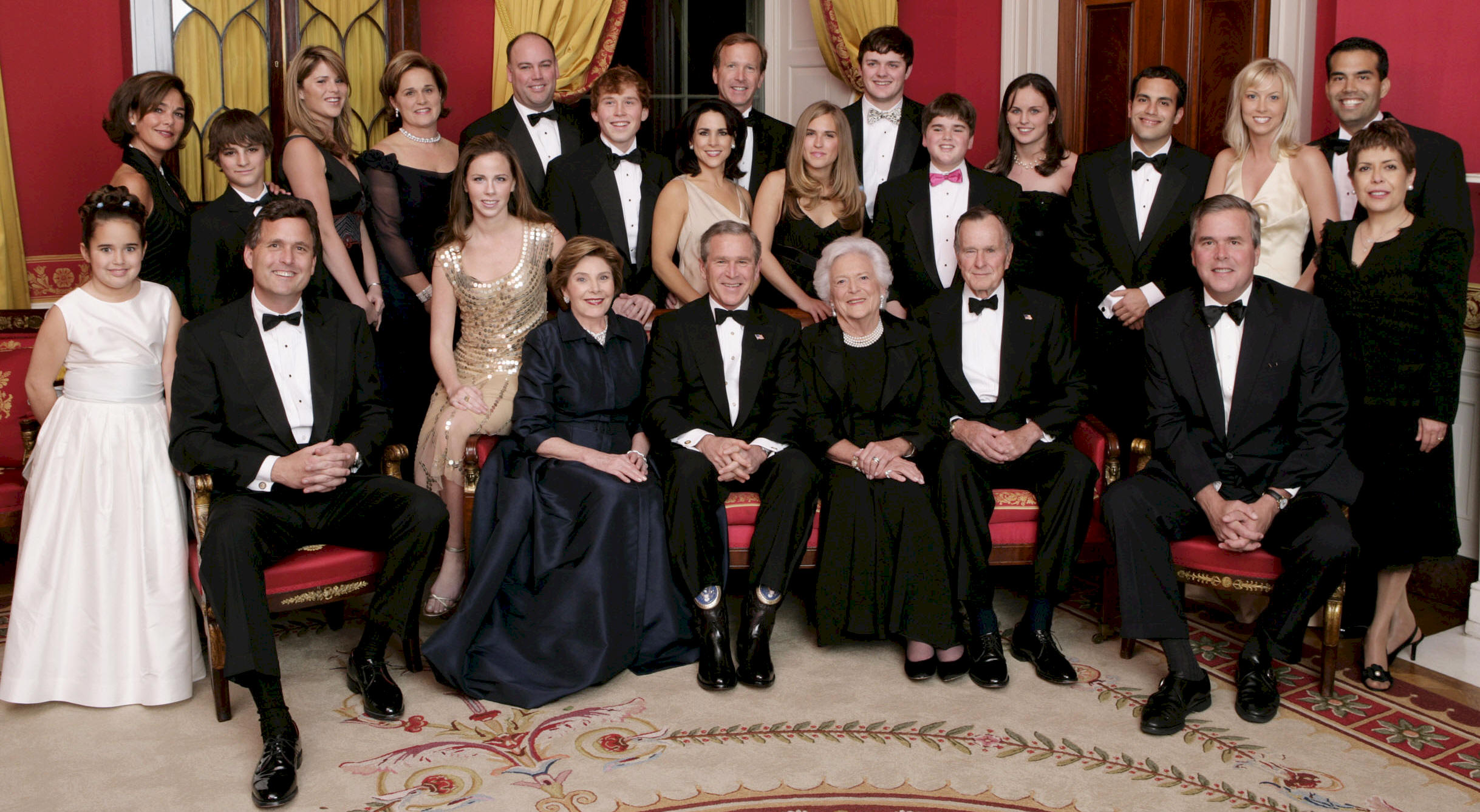
Die Familie Bush im Red Room des Weißen Hauses (Januar 2005) sitzend von links nach rechts: Marvin Bush, Laura Bush, George W. Bush, Barbara Bush, George H. W. Bush, Jeb Bush. Ebenfalls abgebildet, von links: Georgia Grace Koch, Margaret Bush, Charles Walker Bush, Jenna Bush Hager, Doro Bush, Barbara Pierce Bush, Robert P. Koch, Pierce Bush, Maria Bush, Neil Bush, Ashley Bush, Sam LeBlond, Robert Koch, Nancy Ellis LeBlond, John „Jebby“ Bush, Amanda Bush, George P. Bush und Columba Bush. Zu ihrer Großfamilie gehören James Bush, der am Krieg teilnahm, Wayne Bush, Nicholas Bush, Cooper Bush, Breannon Bush und Kyesha Bush

Obadiah Bush (1797–1851) ⚭ Harriet Smith (1800–1867), Eltern von
- James Smith Bush (1825–1889) ⚭ Harriet Eleanor Fay (1825–1889), Eltern von
  - Samuel Prescott Bush (1863–1948) ⚭ Flora Sheldon (1852–1920), Eltern von
    - Prescott Bush (1895–1972), eigentl. Prescott Sheldon Bush ⚭ Dorothy Wear Walker (1901–1992), US-amerikanischer Unternehmer und Senator, Vater von
      - George H. W. Bush (1924–2018), 41. Präsident der USA von 1989 bis 1993, seine Frau Barbara Bush (1925–2018), und seine sechs Kinder:
        - George W. Bush (* 1946), 43. Präsident der USA von 2001 bis 2009, seine Frau Laura Bush (* 1946), und seine Zwillingstöchter:
          - Barbara Pierce Bush Junior (* 1981)
          - Jenna Welch Bush (* 1981)

        - Pauline Robinson „Robin“ Bush (1949–1953)
        - John Ellis „Jeb“ Bush (* 1953), Gouverneur von Florida 1999–2007, seine Frau Columba, und seine drei Kinder:
          - George P. Bush (* 1976), Unternehmer und Politiker
          - Noelle Lucila Bush (* 1977)
          - John Ellis „Jebby“ Bush Jr. (* 1983)

        - Neil Bush (* 1955), Geschäftsmann, und seine drei Kinder:
          - Lauren Bush (* 1984), Model und Modedesignerin
          - Pierce M. Bush (* 1986)
          - Ashley W. Bush (* 1989)

        - Marvin P. Bush (* 1956), Geschäftsmann, seine Frau Margaret, und seine beiden Adoptivkinder Marshall und Walker Bush
        - Dorothy Bush Koch (* 1959), Autorin, und ihre vier Kinder:
          - Samuel Bush LeBlond (* 1984)
          - Nancy Ellis LeBlond (* 1986)
          - Robert David Koch (* 1993)
          - Georgia Grace Koch (* 1996)

      - Jonathan Bush (1931–2021), Banker, seine Frau Josephine, und sein Sohn:
        - Billy Bush (* 1971), TV- und Radiomoderator

      - Nancy Walker Bush Ellis (1926–2021), und ihre Kinder:
        - Nancy Walker Ellis (* 1943)
          - Sophie Ellis Black (* 1986), Ehefrau von Ryan Dingle

        - Alexander Ellis (* 1949)
        - John Prescott Ellis (* 1953)
        - Josiah Wear Ellis (* 1958)

      - Prescott Bush, Jr. (1922–2010)
      - William H. T. Bush (1938–2018), Geschäftsmann